# Parque de la Marimba
El Parque de la Marimba, también conocido como Internacional Parque Jardín de la Marimba, es un famoso parque ubicado en el centro de la Ciudad de Tuxtla Gutiérrez, cuyas atracciones principales son la música de marimba en vivo desde su emblemático kiosko, así como la vegetación nativa que es posible encontrar; por lo cual, se ha convertido en un lugar simbólico de la capital del estado de Chiapas. A un costado del parque, se ubica el Museo de la Marimba, cuyo propósito es exponer la historia y evolución de este instrumento musical característico del estado de Chiapas.
Es considerado el parque más tradicional, emblemático, pintoresco y visitado de la capital chiapaneca, debido a que presenta un ambiente familiar. El parque es conocido por sus tardes de música de marimba en vivo, donde los principales conjuntos musicales marimbísticos del estado le convierten en escenario de presentaciones, donde los visitantes pueden escuchar y bailar. El parque cuenta con jardines y abundantes árboles, que bajo su sombra se encuentra una pista circular que rodea a un kiosco que aloja a las marimbas orquestas. Alrededor del parque se encuentran cafeterías al aire libre y restaurantes de comida tradicional, es muy concurrido por sus famosos esquites y elotes que la comunidad chiapaneca llega a vender alrededor del parque. También encuentras diversos recuerditos, pulseras e incluso ropa tradicional.

## Historia
Según relatos del cronista oficial de Tuxtla Gutiérrez, José Luis Castro Aguilar, detalla que la inauguración del parque fue el 12 de septiembre de 1993. La construcción del parque fue gracias a las gestiones de la profesora Elena Arévalo Moreno de Cancino, quien propuso que en él se tocarán todos los días la marimba. 
El día de su inauguración tocaron cinco marimba orquestas, cuatro ubicadas en cada esquina y en el quiosco central la Marimba Orquídea del distinguido marimbista chiapaneco Manuel Vleeschower Borras (El Güero).

## Administración
El Parque de la Marimba cuenta con un patronato que hace la función de  preservación, conservación y difusión del Parque Jardín de la Marimba; así como la promoción de los bailes tradicionales y la música del instrumento nacional del estado mexicano de Chiapas.